# 蘇維埃化
蘇維埃化（俄語：советизация）是一種意識型態與文化轉型，基本上指認同馬列主義的理念，對原有文化進行改造，產生對於蘇維埃體制認同感的過程。這個意識型態源自於社會主義國際，在1917年十月革命之後，由俄羅斯開始對外輸出，影響到其他國家，形成以蘇聯為中心的社會主義陣營，常被稱為蘇維埃帝國。

## 歷史
在1989年东欧剧变，以至於1991年苏联解体，一系列國家脫離了蘇聯的掌握，重新建立起民族國家，恢復對於自己國家的認同。